# Coppa Italia 2020-2021 (hockey su ghiaccio)
La Coppa Italia 2020-2021 di hockey su ghiaccio è la 25ª edizione del torneo, per la quinta volta messo in palio fra le squadre partecipanti all'Italian Hockey League (la ex Serie B).

## Formula
La disputa della Coppa Italia rimane anche per questa stagione appannaggio delle squadre iscritte nella cadetteria (denominata Italian Hockey League). 
Venne confermata la disputa di una final four per l'assegnazione del trofeo, ma causa delle misure di contenimento della pandemia di COVID-19, la modalità di qualificazione subì diverse modifiche in corso di stagione.
Inizialmente era previsto che si sarebbero qualificate le prime quattro al termine della prima fase della Regular season. Il campionato venne però sospeso dal 10 novembre al 17 dicembre 2020, e per consentire i recuperi vennero cancellate le partite della seconda fase; la federazione dispose inoltre che si sarebbero qualificate alla final four di Coppa Italia le prime quattro classificate al termine del girone di andata.
Tuttavia, a causa del complesso calendario dei recuperi delle partite non giocate, la federazione decise in un secondo momento di tener conto della classifica del solo girone di ritorno, che sarebbe terminato prima di quello d'andata.

## Qualificazione

### Classifica girone di ritorno IHL 2020-2021
| Pos. | Squadra             | Pt       | G        |
| ---- | ------------------- | -------- | -------- |
| 1.   | Merano              | 18       | 7        |
| 2.   | Unterland Cavaliers | 15       | 8        |
| 3.   | Varese              | 14       | 8        |
| 4.   | Kaltern-Caldaro     | 13       | 7        |
| 5.   | Alleghe             | 10       | 8        |
| 6.   | Bressanone-Brixen   | 9        | 8        |
| 7.   | Pergine             | 9        | 8        |
| 8.   | Eppan-Appiano       | 9        | 8        |
| 9.   | Valdifiemme         | 8        | 8        |
| 10.  | Como                | ritirato | ritirato |

Il Caldaro ha rinunciato a disputare la final four di Coppa Italia a causa di della positività al COVID-19 di alcuni suoi giocatori. Il recupero dell'incontro non disputato con il Merano per lo stesso motivo risultò dunque ininfluente ai fini della classifica.
La FISG decise che il posto dei caldaresi sarebbe stato preso dall'Alleghe, quinto nella classifica di qualificazione.

## Final Four

### Sede e date
La sede della Final Four era stata indicata in Merano già dalle norme organizzative approvate nel mese di ottobre 2020, e gli incontri di semifinale e finale si sarebbero dovuti tenere il 23 e 24 gennaio 2021. La necessità dei recuperi a seguito della pausa forzata e l'obbligo di disputare gli incontri a porte chiuse, tuttavia, fece slittare le date al 10 e 11 febbraio, e spinse la federazione a far disputare le due semifinali e la finale in casa delle squadre meglio classificate, anziché in un'unica località.

### Tabellone
|  | Semifinali | Semifinali          | Semifinali |                     |   | Finale | Finale | Finale |  |
|  |            |                     |            |                     |   |        |        |        |  |
|  | 1          | Merano              | 5          |                     |   |        |        |        |  |
|  | 1          | Merano              | 5          |                     |   |        |        |        |  |
|  | 5          | Alleghe             | 1          |                     |   |        |        |        |  |
|  | 5          | Alleghe             | 1          |                     | 1 | Merano | 2      |        |  |
|  |            |                     |            |                     | 1 | Merano | 2      |        |  |
|  |            |                     | 2          | Unterland Cavaliers | 3 |        |        |        |  |
|  | 2          | Unterland Cavaliers | 2          | Unterland Cavaliers | 3 | 1      |        |        |  |
|  | 2          | Unterland Cavaliers |            |                     |   |        |        |        |  |
|  | 3          | Varese              | 0          |                     |   |        |        |        |  |

### Incontri

#### Semifinali
| Arbitri: | Marco Bagozza Fabio Tirelli |

| |           |                                  |
| Borgatello (O. Ahlström, V. Ahlström) 6:05 O. Ahlström (Ansoldi) 14:49 Borgatello (O. Ahlström, Ansoldi) 20:56 Borgatello (Ansoldi, V. Ahlström) 34:48 Pföstl (Lo Presti) 35:38 | Marcatori | 8:41 Kiviranta (De Toni, Da Tos) |

| Arbitri: | Leandro Soraperra Simone Soraperra |

|                                        |           |  |
| A. Sullmann (Kokoska, Galassiti) 21:04 | Marcatori |  |

### Finale
| Arbitri: | Luca Cassol Fabio Lottaroli |

|                                                                   |           |                                                                                        |
| Radin (Borgarello, Ansoldi) 14:42 Mitterer (Radin, Ansoldi) 31:37 | Marcatori | 4:28 Kokoska (Wieser) 6:04 Pisetta (Wieser) 19:26 Kokoska (Galassiti, Sullmann Pilser) |

- Vincitrice Coppa Italia:  L'Hockey Unterland Cavaliers si è aggiudicato la sua prima Coppa Italia.